# Свойский, Борис Иосифович
Борис Иосифович Свойский (3 ноября 1937 — 16 июня 2001) — советский кинодокументалист, драматург. Заслуженный деятель искусств РСФСР.

## Биография
Родился в семье бухгалтера. Вырос на улице Алексея Толстого, что одна из центральных в Самаре. Окончил шестую школу на улице Фрунзе. На протяжении многих лет воспитывался родными дедушкой и бабушкой. Высшее образование получил на историко-филологическом факультете пединститута Куйбышева (ныне Поволжская государственная социально-гуманитарная академия). Работал школьным учителем в 1961—1962 годах, затем редактором в детской редакции местного телевидения. После окончания Высших сценарных курсов при Союзе кинематографистов СССР в 1969 году перешёл в городскую студию кинохроники и проработал здесь тридцать лет. Снимал документальные фильмы о Самаре. В 1999 году начал вести свою пятиминутную радиопередачу «Неожиданный поворот», которая оборвалась из-за инсульта в марте 2001 года. Был женат, жил с дочерью и внучкой.
Умер в своём доме, где прожил последние годы жизни.

## Творчество
Учась в школе, занимался в литературном кружке куйбышевского Дворца пионеров. Работая в детской редакции Куйбышевского телевидения, написал три пьесы для детей, поставленных областной телестудией «Товарищ». Затем появились рассказы и повести для детей. Выпустил несколько сборников стихов. Писал тексты песен, ставших шлягерами благодаря музыке самарского композитора Марка Левянта. Известность Борису Свойскому принесла серия документальных фильмов о Самаре и работа над киножурналами на студии кинохроники, где он выступал в качестве сценариста, диктора, а позже и режиссёра. О самарском периоде жизни Максима Горького написал пьесу, поставленную в местном театре.
Пытался работать на телевидении, в течение года вёл спик-шоу на телеканале «СКаТ». Последние два года жизни вёл на самарском радио собственную пятиминутку «Неожиданный поворот». За пять минут Борис Иосифович успевал в рассуждении на определённую тему сделать тот самый «поворот», отталкиваясь от расхожего утверждения. Каждый выпуск завершался небольшим стихотворением в качестве эпилога. Передача выходила в дневное время каждое воскресенье, постоянные слушатели уже ожидали заранее коронную фразу Бориса Свойского «Но мы с вами сделаем… неожиданный поворот». В 2001 году пятиминутка начинает выходить все реже и реже.
Похороны популярного в Самаре сценариста, драматурга и литератора прошли в центре города. Всю сознательную жизнь признававшийся в любви к своей малой Родине — Самаре — и неохотно покидавший её, Борис Свойский со своим творчеством остался практически неизвестен за её пределами. Однако для родного города он был и остаётся знаковой культурной фигурой. В настоящее время принято решение об установке Борису Свойскому памятника в Струковском саду города Самары.